# Boeing boeing
Boeing-Boeing es una obra de teatro de Marc Camoletti, que data de 1960 y fue estrenada en 1962.

## Argumento
Bernard, es un exitoso arquitecto al que se le dan estupendamente las mujeres, tanto que está con tres a la vez. Ellas tres son azafatas de diferentes compañías aéreas, y por lo tanto, de distintos países. A estas las recibe en su apartamento en días y horarios diferentes, para que así nunca puedan coincidir, ya que cada una piensa que es la única mujer en la vida de Bernard. El problema llega el día en que las compañías aéreas deciden cambiar los modelos de avión por otros mucho más modernos y veloces: entonces los horarios de vuelo cambian y se reducen dando lugar al enredo principal de la obra. Las tres coinciden el mismo día en el apartamento pero a diferentes horas; por si esto fuera poco, Bernard también tendrá que estar pendiente de un amigo que ha venido de visita.

## Representaciones en castellano
- Teatro Eslava, Madrid, 8 de septiembre de 1962.
  - Dirección: Juanjo Menéndez.
  - Adaptación: José Luis Alonso Mañés.
  - Intérpretes: Juanjo Menéndez, Ana María Vidal, Hugo Pimentel, Marisol Ayuso, May Hetherly, Lina Morgan.
- Teatro Guimerá, Barcelona, 4 de febrero de 1964.
  - Dirección: Carlos Lucena.
  - Adaptación: José Luis Alonso Mañés.
  - Intérpretes: Carlos Lucena, Dora Santacreu.
- Teatro Reina Victoria, Madrid, 24 de junio de [[1975.
  - Dirección: Luis Varela.
  - Adaptación: José Luis Alonso Mañés.
  - Intérpretes: Paloma Hurtado, Pedro Valentín, Verónica Luján, Susan Taff, Regine Gobbib, Luis Varela.
- Teatro Coliseum, Barcelona, 18 de marzo de]] 2009.
  - Dirección: Alexandre Herold.
  - Adaptación: Paco Mir.
  - Intérpretes: Ángel Llacer sustituido por Jordi Díaz, Cristina Solá, Marta Bayarri, Pep Munné, Ángel Pavlovsky, Mireia Portas.
- Teatro Apolo, Barcelona, Otoño de 2009.
  - Dirección: Alexandre Herold.
  - Adaptación: Paco Mir.
  - Intérpretes: Álex Casanovas, Cristina Solá, Santi Ibañéz, Beth Rodergas, Mercé Comes, Marta Bayarri,
- Teatro Amaya, Madrid, agosto de 2022.
  - Dirección: Ricard Reguant.
  - Adaptación: Ricard Reguant.
  - Intérpretes: Agustín Bravo, Andoni Ferreño, Alberto Closas Jr, María José Garrido, Sara Canora, Laura Artolachipi.

## Representaciones en catalán
- Teatro Ateneu Santboià, San Baudilio de Llobregat, Barcelona, 23 de abril de 1989.
  - Autoría: Marc Camoletti.
  - Adaptación: Guix i Murga.
  - Dirección: Frederic Roda.
  - Intérpretes: Miquel Murga, Xavier Guix, Carme Dalí, Llüisa Adan, Marta Pérez, Gemma Nierga.